# Joaquim Blume i Carreras
Joaquim Blume i Carreras (Barcelona, 21 de juny de 1933 - Valdemeca, Conca, 29 d'abril de 1959) va ser gimnasta català.

## Orígens
Fill d'un professor de gimnàstica d'origen alemany, Armand Blume Schmädecke, i de Mari Pau Carreras Elorza (coneguda en el món de la gimnàstica com Júlia), Joaquim Blume va néixer al Carrer de la Santa Creu, número 1, al barri de Gràcia. Tota la família va marxar a Alemanya durant la Guerra Civil espanyola i el nen hi passà els primers anys de la seva vida. Un cop acabada la guerra, va tornar a Barcelona.

## Vida esportiva
Va començar a practicar la gimnàstica en un gimnàs que tenia el seu pare al carrer de Pàdua de la Ciutat Comtal. El 1949 obtingué el campionat absolut d'Espanya i de Catalunya i el va retenir durant deu anys. Als Jocs Olímpics de Hèlsinki de l'any 1952 es classificà entre els millors gimnastes del món i als Jocs Mediterranis de 1955 va guanyar sis medalles d'or i una de bronze. L'any 1956 partia entre els favorits per als Jocs de Melbourne, però l'Espanya de Franco es va negar a participar-hi com a protesta per la presència de l'URSS. El 1957, en els Campionats d'Europa celebrats a París Joaquim Blume es convertí en campió absolut d'Europa; hi va guanyar el concurs individual, a més de quatre aparells: paral·leles, cavall, barra fixa i anelles. En aquesta darrera disciplina aconseguí una gran perfecció en l'execució del Crist (consistent en romandre estàtic amb els braços en creu). El 1958 tampoc va poder competir en els Campionats del Món, novament per motius polítics.

## Mort
Joaquim Blume va morir el 29 d'abril de 1959 quan el vol 42 d'Iberia LAE, on hi viatjaven a part d'ell, la seva esposa Maria Josefa Bonet i la resta de membres de l'equip espanyol, es va estavellar a la Valdemeca de Conca. No hi va haver cap supervivent.

## Homenatges
Des del 15 d'agost de 1960, Gràcia el recorda amb una placa commemorativa a la façana de la casa on va viure al carrer Santa Creu, 1, i el 16 d'abril de 1999 se li va retre homenatge popular amb motiu del 40è aniversari de la seva mort. A Barcelona, justament al costat del Palau dels Esports, i a Llinars del Vallès uns carrers porten el seu nom, així com un campionat internacional de gimnàstica que se celebra a Barcelona anualment.
El 30 d'octubre de 1985 Sabadell li va dedicar un carrer de la ciutat.